# Postaja
Postaja – wieś w Słowenii, w gminie Tolmin. W 2018 roku liczyła 107 mieszkańców.